# Petrophassa
Genre
Petrophassa est un genre d'oiseaux de la famille des Columbidae.

## Liste d'espèces
D'après la classification de référence (version 2.2, 2009) du Congrès ornithologique international (ordre phylogénique) :
- Petrophassa rufipennis – Colombine rufipenne ;
- Petrophassa albipennis – Colombine des rochers.